# Day of Mourning

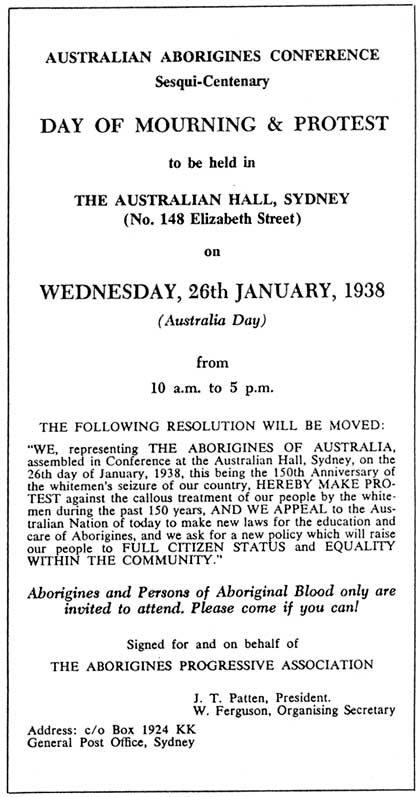
Day of Mourning

Day of Mourning (jour de deuil) fut une journée de protestation organisée le 26 janvier 1938 par les Aborigènes d'Australie pour les 150 ans de la colonisation britannique de l'Australie. 
Ce fut une protestation à 150 années de traitement sans pitié et de saisie de terres, et a été conçu pour être l'opposé de l'Australia Day fêté par la population d'origine européenne le même jour.